# Оейсіс (Юта)
Оейсіс (англ. Oasis) — переписна місцевість (CDP) в США, в окрузі Міллард штату Юта. Населення — 58 осіб (2020).

## Географія
Оейсіс розташований за координатами 39°17′32″ пн. ш. 112°37′44″ зх. д. / 39.29222° пн. ш. 112.62889° зх. д. (39.292306, -112.628951).  За даними Бюро перепису населення США в 2010 році переписна місцевість мала площу 0,99 км², уся площа — суходіл.

## Демографія
Згідно з переписом 2010 року, у переписній місцевості мешкало 75 осіб у 23 домогосподарствах у складі 17 родин. Густота населення становила 76 осіб/км².  Було 28 помешкань (28/км²).
Расовий склад населення:
| - 78,7 % — білих - 4,0 % — корінних американців - 14,7 % — осіб інших рас |

До двох чи більше рас належало 2,7 %. Частка іспаномовних становила 17,3 % від усіх жителів.
За віковим діапазоном населення розподілялося таким чином: 36,0 % — особи молодші 18 років, 54,7 % — особи у віці 18—64 років, 9,3 % — особи у віці 65 років та старші. Медіана віку мешканця становила 32,8 року. На 100 осіб жіночої статі у переписній місцевості припадало 70,5 чоловіків;  на 100 жінок у віці від 18 років та старших — 118,2 чоловіків також старших 18 років.

Цивільне працевлаштоване населення становило 0 осіб. 